# Bälinge (gmina Uppsala)
Bälinge – miejscowość (tätort) w Szwecji, w regionie administracyjnym (län) Uppsala, w gminie Uppsala.
Według danych Szwedzkiego Urzędu Statystycznego liczba ludności wyniosła: 2406 (31 grudnia 2015), 2605 (31 grudnia 2018) i 2583 (31 grudnia 2019).